# Ак-Жар (Джалал-Абадская область)
Ак-Жар (кирг. Ак-Жар) — село в Токтогульском районе Джалал-Абадской области Кыргызстана. Входит в состав Кызыл-Озгорушского айылного аймака.

## География
Село расположено в северо-восточной части области, на берегах реки Кенг-Тулук-Сай, на расстоянии приблизительно 43 километров (по прямой) к юго-востоку от города Токтогула, административного центра района. Абсолютная высота — 1873 метра над уровнем моря.

## Население
Согласно оценочным данным Национального статистического комитета Кыргызской Республики, численность населения села на начало 2023 года составляла 1034 человека.
| год     | 2009 | 2014 | 2015 | 2020 | 2021 | 2023 |
| ------- | ---- | ---- | ---- | ---- | ---- | ---- |
| человек | 326  | 1016 | 989  | 1098 | 1109 | 1034 |